# Gerhard Berger (Künstler)

Gerhard Berger 2010 bei einer Sonderführung in der Kreisgalerie Schloss Meßkirch

Gerhard Berger (* 17. Juli 1933 in Solothurn) ist ein deutscher Maler, Grafiker und emeritierter Professor und Prorektor der Akademie der bildenden Künste in München.

## Leben
In Solothurn in der Schweiz geboren, kam der zwölfjährige Berger mit seinen Eltern 1945 ins hohenzollerische Laiz, heute ein Stadtteil von Sigmaringen, in Deutschland. Seine Familie wurde 1945 aus der Schweiz ausgewiesen: Sie musste den bitteren Preis – reichsdeutsche Familien standen generell unter dem pauschalen Verdacht von Kollaboration mit dem Dritten Reich – bezahlen. Dieser Verlust der ersten Heimat hat ihn geprägt. Inspiriert von seiner Umwelt begann Berger bereits in frühster Kindheit diese bildlich zu erfassen: Sein Interesse bestand jedoch nicht darin, etwas so abzuzeichnen, wie es sich zeigt, sondern das Motiv auf eine eigene Weise wiederzugeben. Des Weiteren baute er mit zwölf Jahren sein erstes Möbelstück. Ursprünglich hätte Bergers Weg in die Kunst über ein Studium an der Staatlichen Akademie der Bildenden Künste Stuttgart beginnen sollen, doch setzten diese eine Schreinerlehre voraus. Als sich als Ausbildungsplatz nur eine Sargschreiner anbot, trat Berger 1947 auf Anraten seines Vaters eine dreijährige Lehre als Schriftsetzer, er sprach von einem „angesehenen Beruf“, bei der Liehnerschen Hofbuchdruckerei in Sigmaringen an. Über den Holzschnitt kam er zum Werbedruck und somit zur freien Gestaltung. Von 1950 bis 1953 folgte eine fachpraktische Tätigkeit, Typografie, angewandte Grafik in Sigmaringen.
Im Jahr 1953 begann er mit 20 Jahren ein Studium an der Akademie der Bildenden Künste in München. Der ebenfalls aus Laiz stammende Josef Henselmann war zu dieser Zeit Professor und Präsident an der Akademie. Henselmann gelang es, an der Akademie die freie in die angewandte Kunst zu überführen. Er betraute den Studenten Berger mit dem Aufbau der Studienwerkstatt für Typografie und Holzschnitt an der Akademie. Berger war später gleichzeitig zu seinem Studium Leiter der Studienwerkstatt. Im Gegenzug genoss Berger das Privileg sich frei an der Akademie bewegen zu können: Die zur damaligen Zeit stark durch Bauhaus geprägte Typografie empfand er als „zu eng“ und die Bildhauerei, wie sie zuvor von Hermann Hahn, Schüler Adolf von Hildebrands, an der Akademie gelehrt wurde, als „zu konservativ“. Mit Anton Hiller als Professor konnte sich Berger der Rezeption entziehen. Dieser stammte ebenfalls aus Hohenzollern, er wuchs in Sigmaringendorf auf. Hiller, Vertreter der freien Bildhauerei, hatte gleich wie Robert Jacobsen, Nachfolger Hillers und Vertreter der Moderne, Einfluss auf die bildnerische Arbeit Bergers.
Von 1964 bis 1967 war er künstlerischer Leiter des Grafischen Ateliers SIP in München. Von 1967 bis 1975 war er als Lehrer für angewandte und experimentelle Grafik und Typografie an der Akademie der Bildenden Künste München. In dieser Zeit fallen künstlerische Entwürfe für die Olympischen Sommerspiele 1972. Von 1975 bis zu seiner Emeritierung 1999 war er Lehrstuhlinhaber, von 1971 bis 1975 und 1997 bis 1999 Prorektor. Parallel dazu widmete er sich immer der freien künstlerischen Tätigkeit. Berger gründete in München eine Künstlergemeinschaft, in der er mit Studenten als „primus inter pares“ sozusagen auf Augenhöhe zusammenarbeitete. Er hat als erster Lehrer an der Akademie seinen Studenten den Zugang zu den neuen Medien eröffnet und insofern etwas Pionierhaftes geleistet.
Seit 1999 lebt und arbeitet Berger als freischaffender Maler und Grafiker in München und Rohrbach.

## Werke
In einer Rezension, die Uschi Anlauf über Bergers Werke, meist großformatige Gemälde deren zeitliches Spektrum von den Studienjahren bis zur Gegenwart reichen, in der Süddeutschen Zeitung schrieb, dass „in jedem seiner Bilder kommen die fast unendliche Kombinatorik des Sehens, die Berger fasziniert, zum Ausdruck kommen – ob er nun mit monochromen Linien experimentiert oder mit Farben und Flächen“. Seine Malerei wird durch grafische und typografische Arbeiten sowie Werke der angewandten Kunst, die in seiner Berufslaufbahn einen zweiten Schwerpunkt gebildet haben, ergänzt.

Berger beim autobiografischen Kunstdiskurs (2010)

2010 setzte sich Berger im Zuge der Ausstellung „GERHARD BERGER Malerei und Grafik 1960 – 2010“ in der Kreisgalerie Schloss Meßkirch, die 50 Werke aus 50 Jahren Schaffenszeit zeigt, retrospektivisch mit seinem künstlerischen Wirken auseinander. Seine Werke, die oft Trilogien sind, sind in Farbe, Form und Inhalt durch eine uralte, christliche Symbolik geprägt. Die Dreifaltigkeit steht bei ihm für drei Kräfte: Der Vater als das „Bewahrende“, der Sohn als das „Vorstehende“ und der Geist als das „geistlich Umfassende“. Seine Werke sind eine Mixtur aus freier und fachpraktisch angewandter Tätigkeit. Dabei kann zwischen Malerei und Zeichnung eine Korrespondenz respektive ein Nebeneinander mit ausbleibendem Dialog entstehen. Die Farbe entsteht dabei durch das Umfeld und hat bei jedem seiner Werke eine Entwicklung erfahren. Dies zeigt sich auch darin, dass Berger nicht aus einem Aktionismus heraus künstlerisch tätig wird und tagesaktuelle Kunst schafft, sondern viel mehr ein Phänomen zu einer Summe eines Ganzen komprimiert.
Bergers Vorgehensweise ist dabei der Bildentstehung das Denken voranzustellen. Dieses führt zu einer Skizzierung, die wiederum Choloration erfährt und im Anschluss konkretisiert wird. Dabei kann es zu Änderungen der Form, aber auch der Inhaltlichkeit kommen. Frei nach John Cody zieht Berger den Vergleich, dass nicht die Oberflächlichkeit, sondern der Inhalt eines Werkes, maßgeblich ist. Aus einem bildlichen Inneren leitet sich die Formsprache ab.
Kontinuität geprägt, jedoch auch immer wieder kurz zum Beispiel durch Phasen des Kubismus, der Pop-Art (Optische Verfremdung, 1968 bis 1973), Industrial (Angewandte Grafik 1958 bis 1965; „Robot One“, Acryl auf Leinwand 2009) oder der afrikanischen Formsprache unterbrochen. Somit erklären sich auch Werbedrucke für Liebherr, Schwenk Betondachstein oder den Baumaschinenbau Georg Stetter aus Memmingen. In den 1960er Jahren fand eine Verehrung Pablo Picassos Einzug in die Formsprache Bergers, nicht aber in die Inhaltlichkeit. Früh setzte er sich in einer Studie mit der Negativform des Alphabets auseinander.

## Ehrungen
Berger wurde als emeritierter Professor im Jahr 2000 zum Ehrenmitglied der Akademie der Bildenden Künste München ernannt.

## Quelle
- Sonderführung durch die Ausstellung „GERHARD BERGER Malerei und Grafik 1960 – 2010“ (31. Oktober 2010 – 30. Januar 2011) in der Kreisgalerie Schloss Meßkirch am 21. November 2010 unter der Leitung von Gerhard Berger